# バンコク大司教区

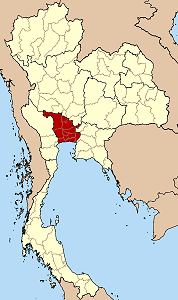
バンコク大司教区

バンコク大司教区（ローマ・カトリック教会）はタイにある大司教区。1662年に発足したサイアム代牧区が前身になっている。その後、1841年にはサイアム東方代牧区（Vicariate Apostolic of Siam Orientale)、1924年にバンコク代牧区と名を変え、1965年12月18日には大司教区として正式に成立した。
この大司教区は18,831km2の面積を抱え2002年の時点で81,646人のカトリック信者を抱える。大司教区内の1200万人の住民の内、0.7%がカトリック信者である。大司教区内にはアユタヤ県、バンコク、ナコーンパトム県、ノンタブリー県、パトゥムターニー県、サムットプラーカーン県、サムットサーコーン県、スパンブリー県とチャチューンサオ県（バーンパコン川西岸）、ナコーンナーヨック県（バーンナー郡）を管轄する。また下位組織として以下の5つの教区を持つ。
- チャンタブリー教区
- チエンマイ教区
- ナコーンサワン教区
- ラーチャブリー教区
- スラートターニー教区

## 司教座聖堂

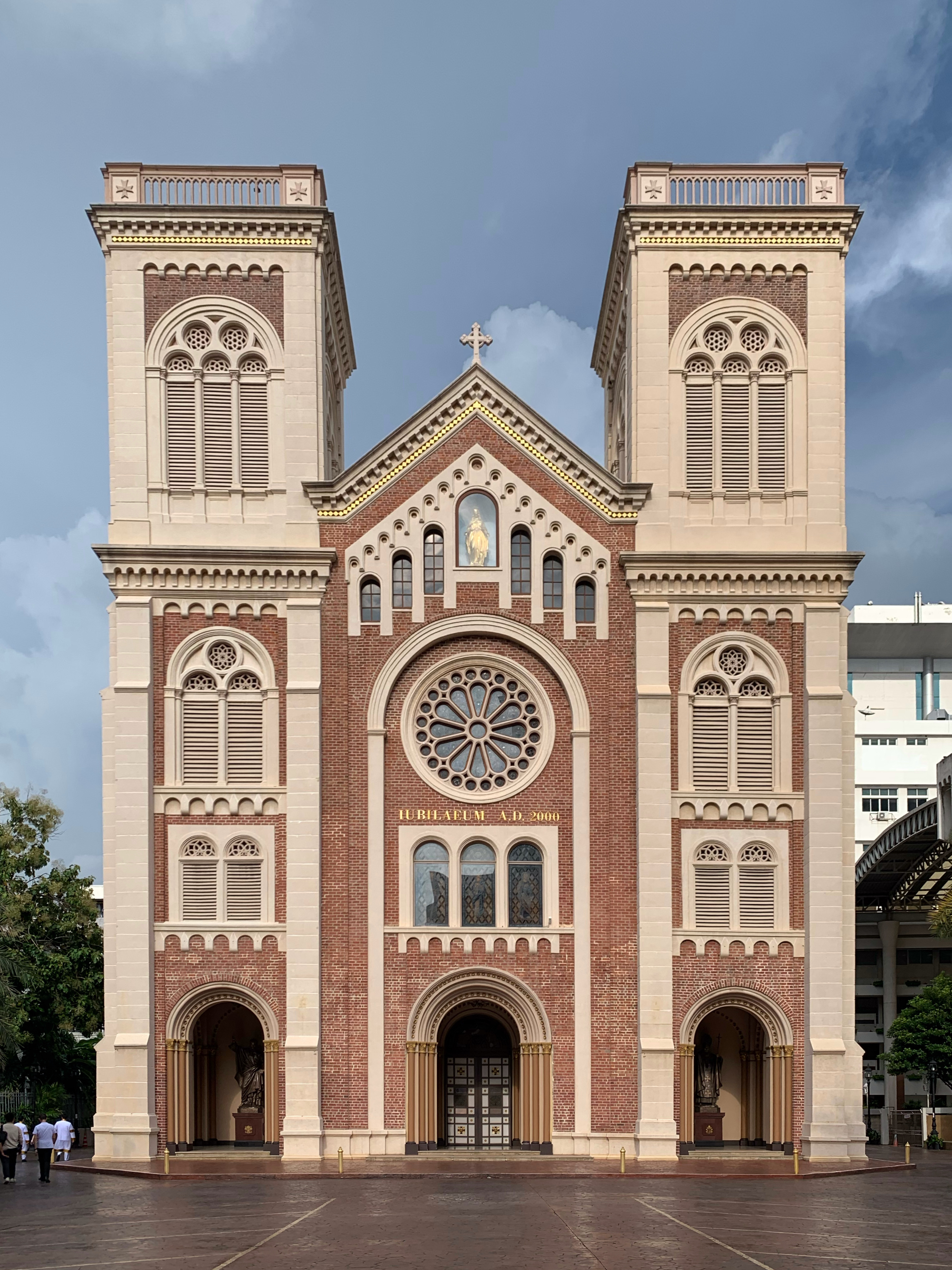
バンコクにおけるのカトリック・コミュニティーの中心的存在であるアサンプション大聖堂

司教座聖堂はバンコクのアサンプション大聖堂（The Assumption Cathedral、อาสนวิหารอัสสัมชัญ）。

## 大司教
- フランシス • ザビエル • ウィーラ • アーポーンラット (Francis Xavier Vira Arpondratana) :2025年1月11日 - 現在
- フランシス・ザビエル・クリエンサック・コーウィタワーニット（Francis Xavier Kriengsak Kovitvanit）:2009年5月14日 - 2024年6月27日、2015年より枢機卿
- マイケル・ミーチャイ・キットブンチュー（Michael Michai Kitbunchu）:1973年6月3日 - 2009年5月14日、1983年より枢機卿
- ヨセフ・キアムスーン・ニッタヨー（Joseph Khiamsun Nittayo）:1965年 - 1973年

以下、司教代理であるが、名義司教の地位を持つ。
- ルイ＝オーギュ＝クレモン・ショラン（Louis-August-Clément Chorin）、パリ外国宣教会:1947年 - 1965年
- ルネ＝マリー＝ジョセフ・ペロー（René-Marie-Joseph Perros）、パリ外国宣教会:1909年 - 1947年
- ジャン＝ルイ・ヴェー（Jean-Louis Vey）、パリ外国宣教会:1875年 - 1909年
- フェルナン＝デメー＝オーグスティン＝ジョセフ・デュポン（Ferdinand-Aimé-Augustin-Joseph Dupond）、パリ外国宣教会:1864年 - 1872年
- ジャン＝バプティスト・パレゴワ（Jean-Baptiste Pallegoix）、パリ外国宣教会:1841年 - 1862年
- ジャン＝ポール＝ヒレール＝ミシェル・クルヴジー（Jean-Paul-Hilaire-Michel Courvezy）、パリ外国宣教会:1841年 - 1862年
- ジャン＝バプティスト・パレゴワ（Jean-Baptiste Pallegoix）、パリ外国宣教会:1834年 - 1841年
- エスプリ＝マリー＝ジョセフ・フローラン（Esprit-Marie-Joseph Florens）、パリ外国宣教会:1811年 - 1834年
- アルノー＝アントワーヌ・ガルノール（Arnaud-Antoine Garnault）、パリ外国宣教会:1786年 - 1810年
- ジョセフ＝ルイ・クーデ（Joseph-Louis Coudé）、パリ外国宣教会:1782年 - 1785年
- オリヴィエ＝シモン・ル・ボン（Olivier-Simon Le Bon）、パリ外国宣教会:1768年 - 1780年
- ピエール・ブリゴー（Pierre Brigot）、パリ外国宣教会:1755年 - 1767年
- ジャン・ド・ロリエール＝プイコンタ（Jean de Lolière-Puycontat）、パリ外国宣教会:1738年 - 1755年
- ジャン＝ジャック・テシェ・ド・ケラレー（Jean-Jacques Tessier de Quéralay）、パリ外国宣教会:1727年 - 1736年
- ルイ・シャンピオン・ド・シセ（Louis Champion de Cicé）、パリ外国宣教会:1700年 - 1727年
- ルイ・ラノー（Louis Laneau）、パリ外国宣教会:1673年 - 1696年